# Куйма
Куйма — река в России, протекает по Суоярвскому району Карелии.
Река с названием Куйма есть так же в Талдомском районе Московской области.
Исток — озеро Куймалампи южнее Костомуксы, у пересечения железной дороги Суоярви — Юшкозеро с шоссе 86К-14 («Суоярви — Юстозеро — (через Поросозеро) — Медвежьегорск»). Впадает в озеро Шолтинъярви, через которое протекает река Ирста.
Перед устьем принимаем правый приток — Хинтшиноя (из озера Хинтшинлампи). Длина реки составляет 13 км, площадь водосборного бассейна — 57,4 км².

## Данные водного реестра
По данным государственного водного реестра России относится к Балтийскому бассейновому округу, водохозяйственный участок реки — Шуя, речной подбассейн реки — Свирь (включая реки бассейна Онежского озера). Относится к речному бассейну реки Нева (включая бассейны рек Онежского и Ладожского озера).
Код объекта в государственном водном реестре — 01040100112102000014301.